# 世界エネルギー会議
世界エネルギー会議（せかいエネルギーかいぎ、英: World Energy Council 略称WEC）は、エネルギー事業の役割を果たす国際組織。1924年に世界動力会議（World Power Conference、以下WPC）として設立し、創設者はダニエル・ニコル・ダンロップであった。ダンロップは初代WPC事務局長に就任。1968年モスクワ総会でWorld Energy Conference、1992年マドリード総会で現在の名称となった。

## 世界大会開催地
1. ロンドン, 1924
2. ベルリン, 1930
3. ワシントンD.C., 1936
4. ロンドン, 1950
5. ウィーン, 1956
6. メルボルン, 1962
7. モスクワ, 1968
8. ブカレスト, 1971
9. デトロイト, 1974
10. イスタンブール, 1977
11. ミュンヘン, 1980
12. ニューデリー, 1983
13. カンヌ, 1986
14. モントリオール, 1989
15. マドリード, 1992
16. 東京都, 1995
17. ヒューストン, 1998
18. ブエノスアイレス, 2001
19. シドニー, 2004
20. ローマ, 2007
21. モントリオール, 2010
22. 大邱広域市, 2013
23. イスタンブール, 2016
24. アブダビ市, 2019
25. ロッテルダム 2024

## 歴代事務総長
- 1924 - 1928：ダニエル・ニコル・ダンロップ
- 1928 - 1966：チャールズ・グレイ
- 1966 - 1986：エリック・ラトリー
- 1986年 - 1998：イアン・リンゼイ
- 1998年 - 2008：ジェラルド・ドゥケ
- 2008 - 2009：キリアン・オブライエン（代行）
- 2009 - ：クリストフ・フライ